# 31. století př. n. l.

## Události
- cca 3100 př. n. l. – Narodil se Narmer, Egyptský faraon.
- cca 3100 př. n. l. – První stupeň stavby Stonehenge.
- cca 3100 př. n. l. – První osídlení osady Skara Brae ve Skotsku.
- cca 3100 př. n. l. – V Uruku (nynější Warka v Iráku) byl postaven zikkurat Anovi a Bílý chrám.
- cca 3050 př. n. l. – Narodil se Narmer, (podle jiného seznamu).
- 3000 př. n. l. – Narmer sjednocuje Horní a Dolní Egypt, zakládá první dynastii a je postaveno nové hlavní město Mennofer (Memfis).
- 3000 př. n. l. – Zemřel faraon Narmer.

## Významné osobnosti
- Wazner, král Serket – předdynastičtí faraoni Starověkého Egypta
- Narmer, zakladatel první dynastie
- Hor-Aha, Narmerův nástupce.

## Vynálezy, objevy
- čínské ideogramy.
- odvodňovací a kanalizační systém v Indii.
- Sumer – stavba přehrad, průplavů, kamenných soch využitím nakloněné roviny a páky.
- Pyramidy ve Starověkém Egyptě.
- Používala se měď, jak pro náčiní, tak pro zbraně.